# オランダ西インド会社
オランダ西インド会社（オランダにしインドがいしゃ、オランダ語: Geoctrooieerde Westindische Compagnie, オランダ語発音: [ɣəʔɔktroːˈjeːrdə ʋɛstˈɪndisə kɔmpɑˈɲi]; 英語: Chartered West India Company）は、17世紀オランダの勅許会社（略称GWCまたはWIC）。
1621年にオランダ政府から特許状を受けて設立された。その設立は17世紀のかなり早い時期に提案されていたが、1609年にスペインと12年停戦協定が締結されたために遅れた。オランダ人商人だけでなく、外国人からも多くの投資があった。
創設者の中には、ウィレム・ウセリンクス（1567年–1647年）とジェッセ・ド・フォレスト（1576年–1624年）がいた。
1621年6月3日、「西インド」における貿易独占を記した「オランダ西インド会社特許状」がネーデルラント連邦共和国から付与され、大西洋奴隷貿易、ブラジル、カリブ海、および北アメリカへのオランダ商人の参入を管轄した。会社が事業を展開できる地域は、西アフリカ（北回帰線以南、喜望峰までの間）と、太平洋とニューギニア東部をも含む南北アメリカ大陸だった。特許状の目的は競争の排除による独占、特にスペインとポルトガルを排除することだった。会社は、17世紀、ニューネーデルラントを含むアメリカ大陸の各地の一時的なオランダの植民地化に貢献した。オランダ・ポルトガル戦争に関連してGWCはブラジル北東部のポルトガル領を占領していたが（1624年-1654年）、激しい抵抗を受けて撃退された。
何度かの変転の後、GWCは再編成され、大西洋奴隷貿易を主な理由に、1675年に新しい特許状が付与された。この「新しい」会社は、第4次英蘭戦争が終わるまで、1世紀以上続いた。その間に会社のほとんどの資産は失われた。

## 起源

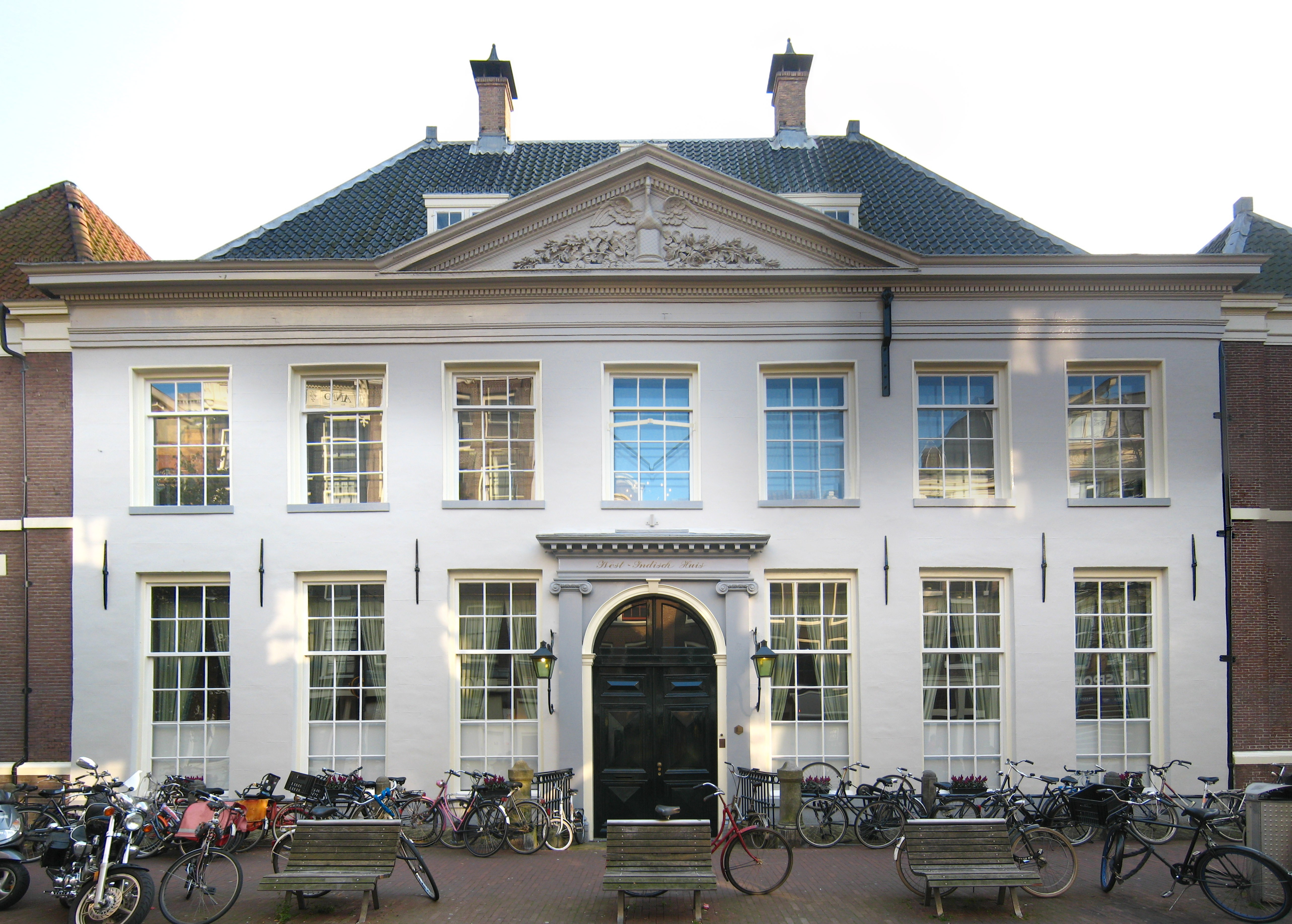
アムステルダムの西インド館（West-Indisch Huis）。1623年から1647年までオランダ西インド会社の本社として使用された

オランダ東インド会社（VOC）が1602年に設立されたとき、アムステルダムの一部の貿易業者はその独占的な方針に同意しなかった。天文学者、地図製作者、牧師であるフランドル人のペトルス・プランシウスの助けを借りて、彼らはVOCの独占を回避するためにアジアへの北東航路または北西航路を求めた。 1609年、VOCに雇われていたイングランド人探検家ヘンリー・ハドソンは、ニューイングランドの海岸に上陸し、アジアへの北西航路を求めて現在のハドソン川を遡上した。しかし、彼は航路を見つけることができなかった。その結果、1615年にアイザック・ルメールとサミュエル・ブロマートは、VOCの独占を回避するために南アメリカのティエラ・デル・フエゴ群島を抜ける南西航路を見つけることに狙いを定めた。
オランダ商人で最初にアフリカとの貿易に注目したのはバルタザール・デ・ムヘロンで、彼はセネガンビア地域で最初のオランダの拠点を築いた。アフリカとの貿易は、交易所や商館を設立する可能性を提供した。1612年、オランダ領黄金海岸のモリーにオランダの要塞が建設された。
カリブ海との塩、砂糖、タバコの貿易はスペインによって妨げられ、和平交渉のために遅れた。スペインは、オランダ共和国がアジアやアメリカとの貿易から撤退することを条件に和平を申し出た。スペインは、西インド会社が設立される場合は、平和条約への署名を拒否するとした。この時、スペインとオランダ共和国の間でオランダ独立戦争（1568年–1648年）が起きていた。ホラント州法律顧問のヨハン・ファン・オルデンバルネフェルトは、 12年間の停戦と引き換えに西インドとの貿易のみを停止することを申し出た。その結果、何年間かは、オランダ船は南アメリカ海域では外国の旗を掲げて航海した。しかし、10年後、オランダ総督のマウリッツはスペインとの戦争を提案したが、スペインから共和国への注目をそらすことも提案した。 1619年、彼の政敵のヨハン・ファン・オルデンバルネフェルトは処刑され、2年後に休戦が終わると、西インド会社が設立された。

## 西インド会社

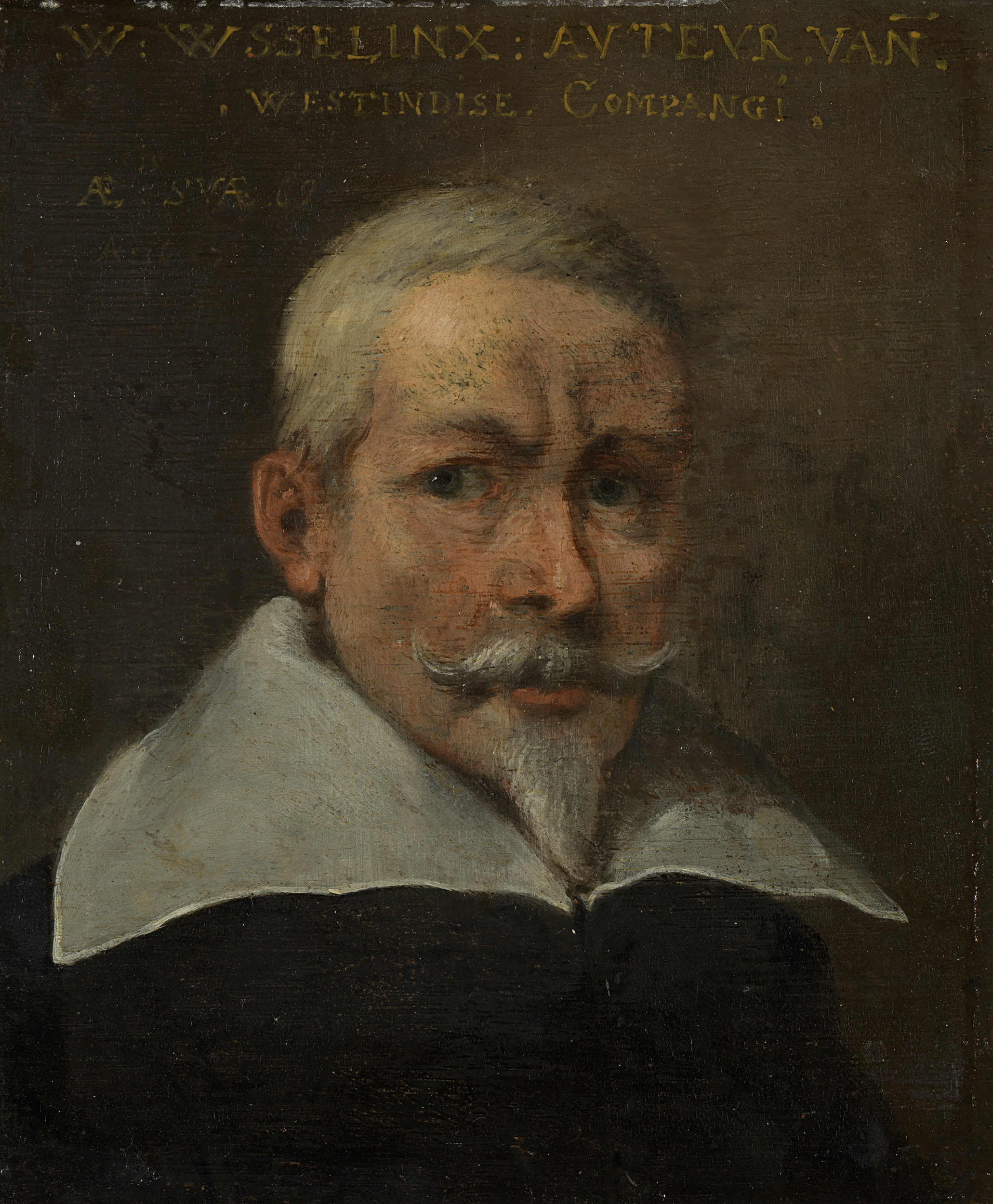
オランダ西インド会社の創設者、ウィレム・ウスセリンクス

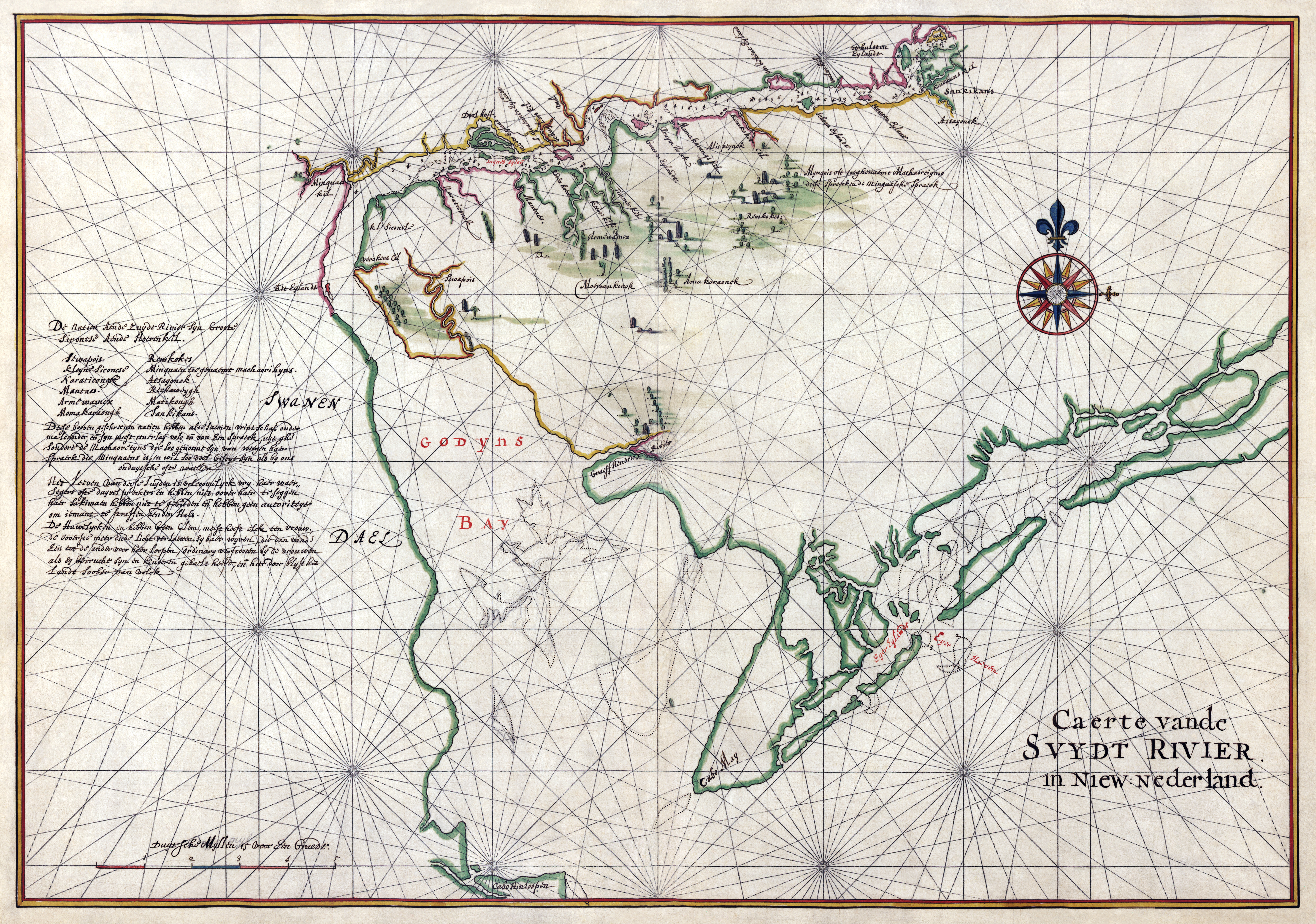
デラウェアのズワネンデール入植地（現デラウェア州ルイス）

オランダ西インド会社は、オランダ東インド会社（VOC）と同様に組織された。 VOCと同様に、GWCはアムステルダム、ロッテルダム、ホールン、ミデルブルフ、フローニンゲンにおかれた支社（カーメル）と呼ばれる5つの事業所からなり、そのうちアムステルダムとミデルブルフの支社が会社に最も貢献した。取締役会は、19人会（Heeren XIX）として知られ19人のメンバーで構成されていた。GWCの統治機構は、ネーデルラント連邦のそれに似ていた。連邦政府では、決定時には地域代表による広範な議論が必要だった。19人の内訳はアムステルダムから8人、ゼーラントから4人、ノーザンクォーター（ホールンとエンクホイゼン）とマース（ロッテルダムとドルトレヒト）とフローニンゲンからそれぞれ2人、そして政府からの1人だった。各地域独自の支社にはそれぞれ取締役会があった。特許状の有効期間は24年に設定された。
1623年は資金調達のみが行われた。オランダ議会とVOCは、資本と助成金の形で100万ギルダーを拠出した。ゾンバルトらは隠れユダヤ教徒やマラーノがVOCとGWCの両方の形成に重要な役割を果たしたとの伝説を広めたが、調査によれば当初はユダヤ人は小さな役割しか果たしておらず、オランダ領ブラジル時代（後述）に拡大した。当初はスペイン領ネーデルラントを脱出して移住した新教徒（カルヴァン主義者）がGWCに多額の投資をした。
1621年の設立後も、一般投資家はそこまで積極的に会社に資金を投入しなかったので、オランダ議会は投資を促した。個人投資家の動きが遅かったのは、株主が「取締役の方針や普通の投資家の資金の扱いをコントロールできない」ことと、「取締役がその縁故にポストを提供するのは詐欺的だ」というものだった。VOCの取締役は、株主に相談することなくGWCに資金を投資したため、多くの株主の間で意見の相違が生じた。外国人株主を引き付けるために、GWCはオランダ人と同等の立場を外国人投資家に提供し、フランス、スイス、ヴェネツィアからの出資を得た。元の1621年の特許状は、英訳され「Orders and Articles granted by the High and Mightie Lords the States General of the United Provinces concerning the erecting of a West-Indies Companie, Anno Dom. MDCXII」の題で公示された。1623年時点のGWCの資本金280万フロリンは、VOCの当初の資本金650万ほど大きくはなかったにせよ、かなりの金額だった。 GWCには15隻の貿易船があり、西アフリカの海岸とブラジルに定期的に運航していた。
VOCとは異なり、GWCには軍隊を配備する権利がなかった。 1621年に12年停戦が終わったとき、共和国はスペインとの戦争を再開するためのフリーハンドを有していた。会社の計画、グルートデセイン（「グランドデザイン」）は、砂糖生産と奴隷貿易を支配するという目的の下、アフリカと南北アメリカのポルトガル植民地を占領するために立案された。この計画が失敗したとき、 私掠船はGWCの主要事業の一つとなった。もとよりスペイン船から身を守るため、大砲や兵士といった商船の武装は非常に重要だった。1623年にはほぼすべての船に、おそらく（自衛のためだけでなく）敵船の捕獲を支援するために、40〜50人の兵士が乗り込んでいた。
ジャック・エルミテによるチリ、ペルー、ボリビアの沿岸への遠征は総督マウリッツが議会とVOCの支援を受けて準備したものだった。

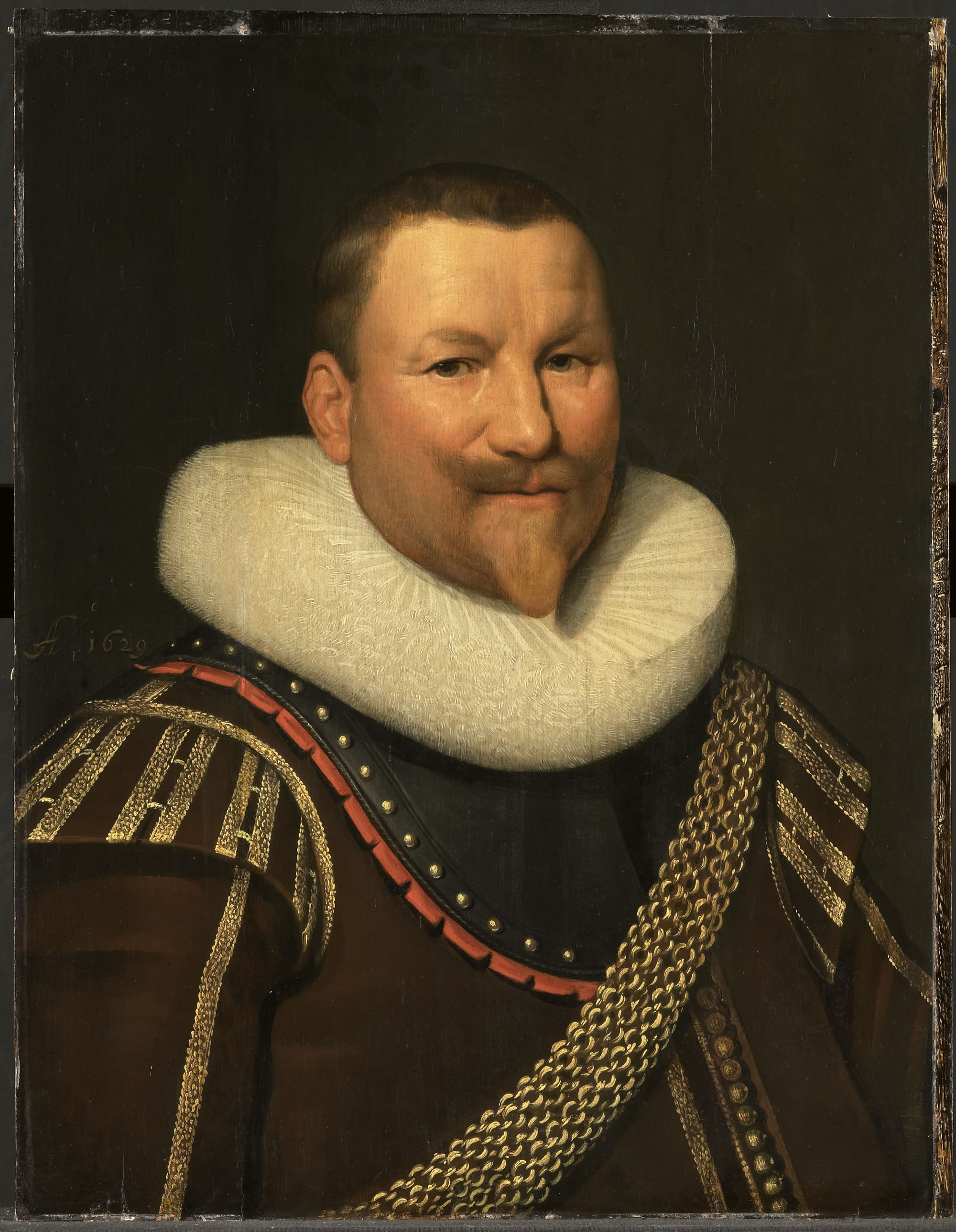
1628年にスペインの銀艦隊を捕獲したGWC提督のピート・ハイン。

会社は当初、費用のかかるプロジェクトという点では悲惨な失敗であり、取締役は領土の征服よりもスペイン海運からの略奪に重点を移した。 GWCの最も目覚ましい成功は、新大陸のスペイン植民地からスペインに銀を運んでいたスペインの銀艦隊のピート・ハインによる捕獲だった。彼はまた、ブラジルの砂糖とか、ホンジュラスからカカオ、インディゴ、その他の貴重な商品を満載したガレオン船を拿捕した。私掠船は1620年代後半、最も収益性の高い事業だった。しかしハインの掠奪行の成功にもかかわらず、会社の取締役は、それが長期的な利益を構築するための基礎ではないことに気づき、南北アメリカのイベリア連合の領土を占領する試みを新たにした。彼らはブラジルを目標に定めた。
オランダのさまざまな地域の取締役の間で対立があった。アムステルダムは会社をあまり支持していなかった。ハールレム、ライデン、ゴーダなどの非港湾都市は、エンクホイゼンとホールンとともに、領土の占領に熱心だった。彼らは艦隊をブラジルに送り、1630年にオリンダとペルナンブコを占領してオランダ植民地を創設したが、ポルトガルの強い抵抗のために保持することはできなかった。会社の船はカリブ海で私掠活動を続け、重要な土地資源、特に塩田を占領した。しかし会社は全体としては成功しておらず、彼らの株は急落した。オランダとスペインは1633年に停戦交渉を再開した。
1629年6月7日にオランダ議会によって自由・免除勅許状が承認され、GWCはパトルーン制度を創設して、ニューネーデルラントへの投資を集めようとした。これは植民地の人口増加を助けるために創設されたもので、主にニューネーデルラント地域で、「15歳以上の」住民50人が居住する植民地を建設した投資家をパトルーンと認め、その周辺の土地を領地として与えるものだった 。パトルーンは、「海岸、または航行可能な川の片岸に沿って」最大4マイル (6.4 km)までの土地を領地にできた。レンセラー家はオランダ西インド会社の最も成功したパトルーンだった。
ニューアムステルダムを含むニューネーデルラント地域は、現在のアメリカで言うと、ニューヨーク州、コネチカット州、デラウェア州、およびニュージャージー州の一部に相当した。他の入植地としては、オランダ領アンティル、南米のオランダ領ブラジル、スリナム、ガイアナが設立された。アフリカでは、オランダ領黄金海岸（現在のガーナの一部）、オランダ領奴隷海岸（現在のベナンの一部）、そしてアンゴラに設立された。それは新たな封建制度であり、パトルーンは海外植民地を支配するかなりの権限を認められていた。
南北アメリカでは、毛皮（北アメリカ）と砂糖（南アメリカ）が最も重要な貿易商品だったが、アフリカの拠点は奴隷（主にアンティル諸島とスリナムのプランテーション向け）、金、象牙を貿易していた。

### 衰退

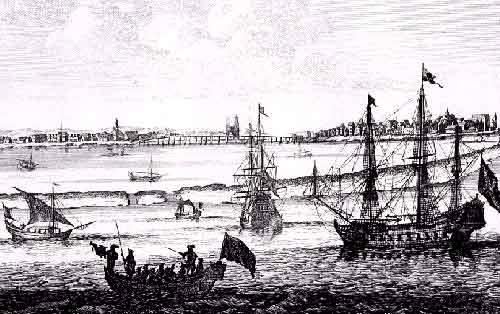
レシフェまたはMauritsstad –ニューホランドの首都

北米ではアルベルト・バーフ、サミュエル・ブロマート、サミュエル・ゴーディン、ヨアネス・デ・ラエらがニューネーデルラントへの入植に挑んだが、移民集めの意味でもネイティブアメリカンからの防衛という意味でもほぼ失敗に終わった。キリヤン・ヴァン・レンセラーだけが、ハドソン川沿いの北部に入植地を維持することができた。サミュエル・ブロマートは、南部のデラウェア・バレーにニュースウェーデン植民地を設立することで、密かに彼自身の利益を確保しようとした。 GWCの主な目標は当時ブラジルにあった。
1630年になって初めて、西インド会社はブラジルの一部を征服することができた。ポルトガルから奪った領土に、1630年、ニューホランド植民地（首都マウリッツタッド、現在のレシフェ）が設立された。しかし戦争は非常に多くの戦力を要求したので、会社は破産の恒常的な脅威の下で活動していた。実際、GWCは1636年に破産し、再建の試みはすべて失敗する運命にあった。

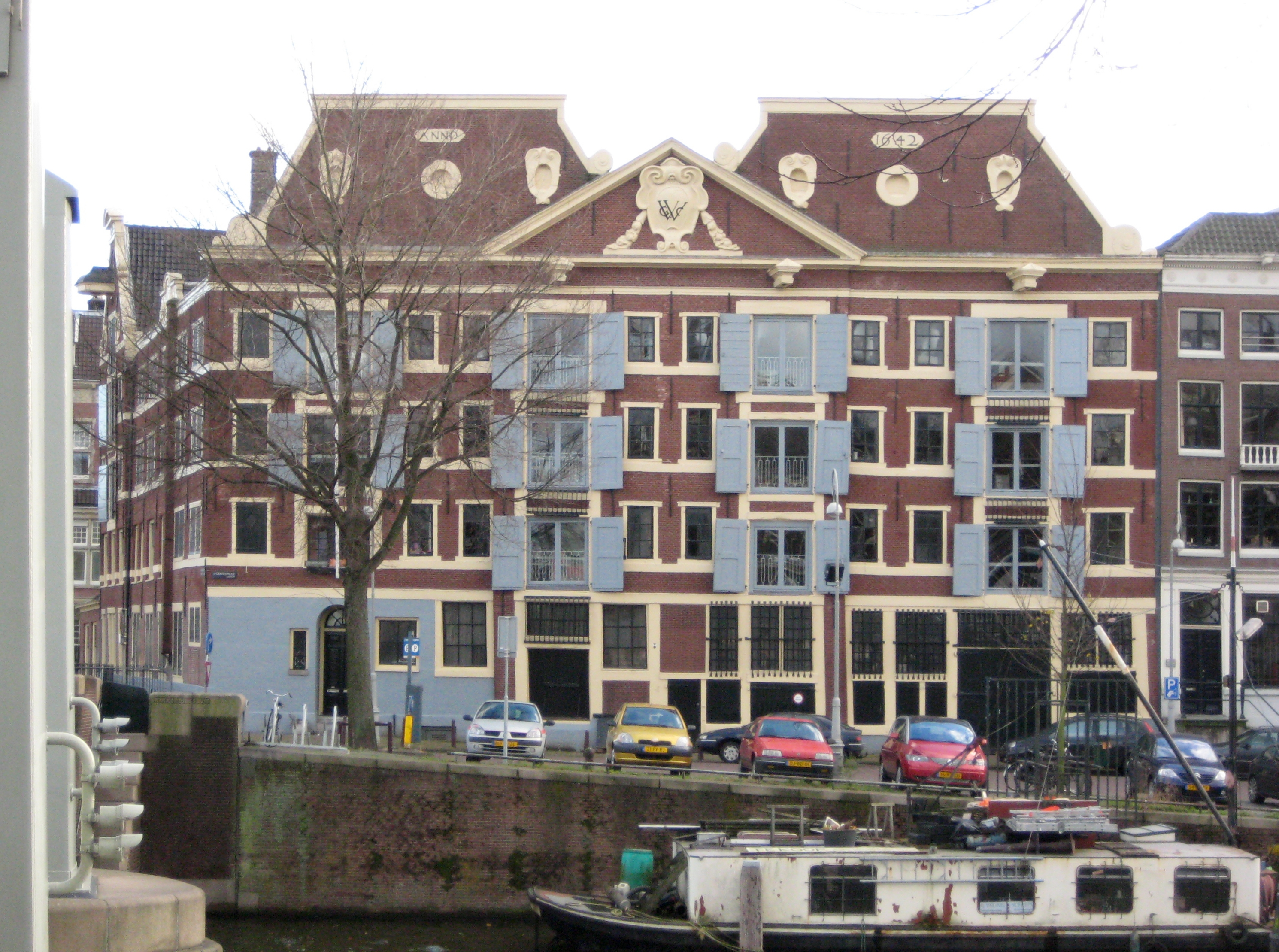
アムステルダムのGWCの倉庫

ブラジルで進行中の戦争のため、特許状の期限の終わりの1645年のGWCの状況は非常に悪かった。VOCの取締役が望んでいなかったため、GWCの損失をVOCの利益で補う試みは失敗した。両社の合併は実現不可能だった。アムステルダムはポルトガルとの和平と健全な貿易関係に強い関心があり、助けようとはしなかった。アムステルダムのこの無関心な態度は、やがて植民地を失うことにつながる、ゆっくりとした中途半端な政策の主因だった。1647年に会社はVOCの資本150万ギルダーを投入することで再生された。総督はブラジルでの戦争に責任を負った。
ヴェストファーレン条約により、スペイン船の捕獲は許可されなくなった。アムステルダムとゼーラントの多くの商人は、ハンブルク、グリュックシュタット（当時はデンマーク領）、イギリス、その他の国の海運業や商人と協力することを決定した。 1649年、GWCはアクラ王国（現在のガーナ）で金およびアフリカ人奴隷の独占権を獲得した。 1662年に、24,000人のアフリカ人奴隷を供給することを約束したアシエントの所有者との接触があった。1663年と1664年に、GWCはポルトガルとイングランドよりも多数のアフリカ人奴隷を販売した。
最初の西インド会社は長期間債務に苦しみ、1674年の解散まで続いた。GWCが20年間生き延びた理由は奴隷貿易であり、そのための価値ある西アフリカの拠点の保有による物だった。

## 新しい西インド会社
GWCが1674年に債務を返済できなかったとき、会社は解散した。しかし、西インドとの貿易（主に奴隷貿易）に対する需要が高く、まだ多くの植民地が存在していたため、1675年に第2特許西インド会社（別名、新西インド会社）を設立することが決定された。この新会社は、最初の会社と同じ商圏を持っていた。すべての船、要塞などは新会社に引き継がれた。取締役の数は19人から10人に減り、役員の数は74人から50人に減った。新しいGWCの資本金は、1679年に600万ギルダーをわずかに上回り、その大部分はアムステルダム支社から供給されていた。
1694年から1700年まで、GWCは、現在のガーナである黄金海岸沿いのエグアフォ王国に対して長い戦争を繰り広げた。コメンダ戦争はかなりの数の近隣のアフリカ王国を引き込み、金の貿易をアフリカ人奴隷の貿易に置き換えた。
第四次英蘭戦争以後、シント・ユースタティウス島、ベルビセ、エセキボ、デメララ、およびオランダ領黄金海岸のいくつかの砦がイギリスによって迅速に占領されたため、オランダ西インド会社はもはや自身の植民地を守ることができなくなったことが明らかになった。 1791年に、会社の株式はオランダ政府によって購入され、1792年1月1日、かつてオランダ西インド会社が所有していたすべての領土が、オランダ共和国の総督支配に戻った。 1800年頃、3番目の西インド企業を設立する試みがあったが、成功しなかった。